# Ruanda en los Juegos Olímpicos de París 2024
Ruanda estuvo representada en los Juegos Olímpicos de París 2024 por ocho deportistas, cinco mujeres y tres hombres, que compitieron en cuatro deportes.
Los portadores de la bandera en la ceremonia de apertura fueron el atleta Eric Manizabayo y la ciclista Clementine Mukandanga. El equipo olímpico ruandés no obtuvo ninguna medalla en estos Juegos.